# モンゴルと北朝鮮の関係
モンゴルと北朝鮮の関係 (モンゴルときたちょうせんのかんけい、モンゴル語: Монгол, БНАСАУ-ын харилцаа、 朝鮮語: 몽골-조선민주주의인민공화국 관계) では、過去から現在に至るまでのモンゴルと朝鮮民主主義人民共和国（北朝鮮）の二国間関係について説明する。

## 背景
南モンゴル出身の楊海英によると、一般にモンゴル人は「朝鮮はモンゴル帝国の属国」「モンゴルの血統で権威を確立していた国」であり、朝鮮は清朝にも戦争で惨敗して臣下の礼をとり、ベトナム・タイ王国などのほかの朝貢国と比較すると、有史以来代々中国王朝の属国であった実態が伴っていると認識している。
元朝時代には、朝鮮は代々大都のモンゴルの帝室から娘を娶って高麗王の皇后とするなど永くモンゴルの帝室の婿殿の立場であり、元朝は朝鮮王の子が新たに朝鮮王になると、モンゴルから妻を降嫁させ朝鮮をコントロールした。朝鮮はモンゴルの歓心を得ることに必死で、元寇も高麗・忠烈王が、義父の前で手柄を立てたかったので、侵略を進めた。また、貢女として、朝鮮の娘たちはモンゴルの帝室に差し出され、宮廷に入って皇后や王族のそばで働きながら、モンゴルの支配層と結婚することを願望していたが、それはモンゴルの帝室に入って朝鮮の身内を送って発言力を確保しようとする朝鮮なりの生き残るための術だったが、モンゴルは朝鮮の魂胆を見抜いており、モンゴル王族は高麗貢女と結婚してはいけないという取り決めがあり、モンゴルの大ハーン一族は、通婚するモンゴルの部族から后を選んだが、トゴン・テムルが貢女を后とした結果、貢女はモンゴルの取り決めを無視して後宮で権力を振りかざしたので、モンゴル帝室に対する人心の離反を招き、反乱が広がり元朝が滅んだとモンゴル人は信じており、モンゴルの年代記には、元朝が滅んだのは貢女を娶ったからだと記録されている。

## 関係史
両国間の外交関係が樹立したのは1948年10月15日のことである。モンゴルはソビエト連邦に次いで2番目に北朝鮮を国家承認している。モンゴルは1950年から1953年にかけての朝鮮戦争に直接参戦はしなかったものの、中国・北朝鮮連合軍に対して支援を行っており、北朝鮮の戦後復興にも貢献した。1953年末に署名された援助合意に基づいて、モンゴル政府は北朝鮮に10,000頭もの馬を送った。
朝鮮戦争後の1960年代から1970年代にかけてモンゴルは400名以上の戦争孤児を受け入れ養育した。1960年代から1980年代半ばにかけての中ソ対立において、モンゴルは一貫して親ソ派の立場を取ったのに対して、北朝鮮は通常ソ連よりも中国に近い立ち位置を取ったため、モンゴル - 北朝鮮間の二国間協力も大きく妨げられることとなった。これらの立場の違いが時として様々な形で軽度の摩擦を引き起こすことがあった。 後の1982年に中ソ関係が改善され、1986年にはモンゴルと北朝鮮の間で最初の友好協力条約が結ばれた。 また1988年には当時北朝鮮の最高指導者であった金日成がモンゴルを訪問した。 しかしながらモンゴルの共産主義政権が崩壊すると、その関係は緊張したものとなった。 1995年に両国は友好協力条約を破棄し、1999年には韓国の金大中大統領によるモンゴル公式訪問をきっかけに北朝鮮はウランバートルの大使館を閉鎖した。なおこれは韓国大統領による初のモンゴル公式訪問であった。 モンゴルはそれまでに2名の北朝鮮外交官をスーパーノート(偽米ドル札)を流通させようとしたとして国外追放していた。 その後、モンゴルは北朝鮮との関係改善を目的に北朝鮮政策の強化を始めた。 2002年には北朝鮮の白南淳が14年ぶりとなる外務大臣によるモンゴル訪問を実施した。 最近のハイレベルな二国間訪問は2007年に行われた。このとき最高人民会議委員長の金永南は3度目のモンゴル訪問を果たした。金は1985年と1988年にもモンゴルを訪問したことがあった。
非公式には北朝鮮からの訪問者はモンゴルの経済改革に対して著しい興味を示すという。モンゴル側の見方によれば、モンゴルは同じ非西欧国の仲間であり、また共産圏において共通の経験をしているため、北朝鮮はモンゴルの経済発展を脅威とは見なしていないとされる。 モンゴルが自由市場資本主義を北朝鮮に広めることはモンゴル自体の利益にもつながる。 潜在的には韓国からヨーロッパを繋ぎうる重要な鉄道ルートであるシベリア鉄道は中国とモンゴルの国境にあるモンゴル縦貫鉄道で経由できる。北朝鮮が経済自由化を行えば、韓国から北朝鮮国境を越えての輸送が可能になることで、鉄道ルート上の大きな障害が消えることになり、モンゴルに経済的利益をもたらすであろうとされる。
脱北者 (北朝鮮難民) は両国政府にとってデリケートな問題である。 2005年には韓国の慈善団体が、ウランバートルから40km離れたある場所にて、モンゴル政府より1.3km2の土地を割り当てを受け、脱北者向けの難民キャンプを開設したとされる。 しかしながら2006年11月時点でモンゴルの首相のミェーゴンボ・エンフボルド は難民キャンプの存在を公式に否定している。 ある研究者の推計によれば、政府間合意に基づき軽工業やインフラ整備事業に従事する出稼ぎ労働者にまぎれて、毎月500名の脱北者がモンゴル国内に入ってきているという。
2013年にモンゴルの大統領のツァヒアギーン・エルベグドルジは北朝鮮を訪問し、特に石油精製の分野において2国間の経済的な繋がりを強化すると発表した。

## 外交使節

### 駐モンゴル北朝鮮大使
- 洪奎（ホン・ギュ、2013～2017年）
- 呉勝虎（オ・スンホ、2017年～、信任状捧呈は2018年1月8日[14]）

### 駐北朝鮮モンゴル大使
- ジャムスランギーン・サンブー（モンゴル語版、英語版）（1950～1952年）
- バティーン・ドルジ（モンゴル語版、ロシア語版）（1961～1963年）
- シャラヴィン・ゴンガードルジ（1992年～）
- ジャンチヴドルジーン・ロムヴォ（～2008年）
- ソドブジャムツ・フレルバータル（2008～2011年、信任状捧呈は5月13日[15]）
- マニバドラフ・ガンボルド（2012～2016年、信任状捧呈は5月7日[16]）
- スレンギン・ツォグゲレル（2016年～、信任状捧呈は5月13日[17]）